# Jenga

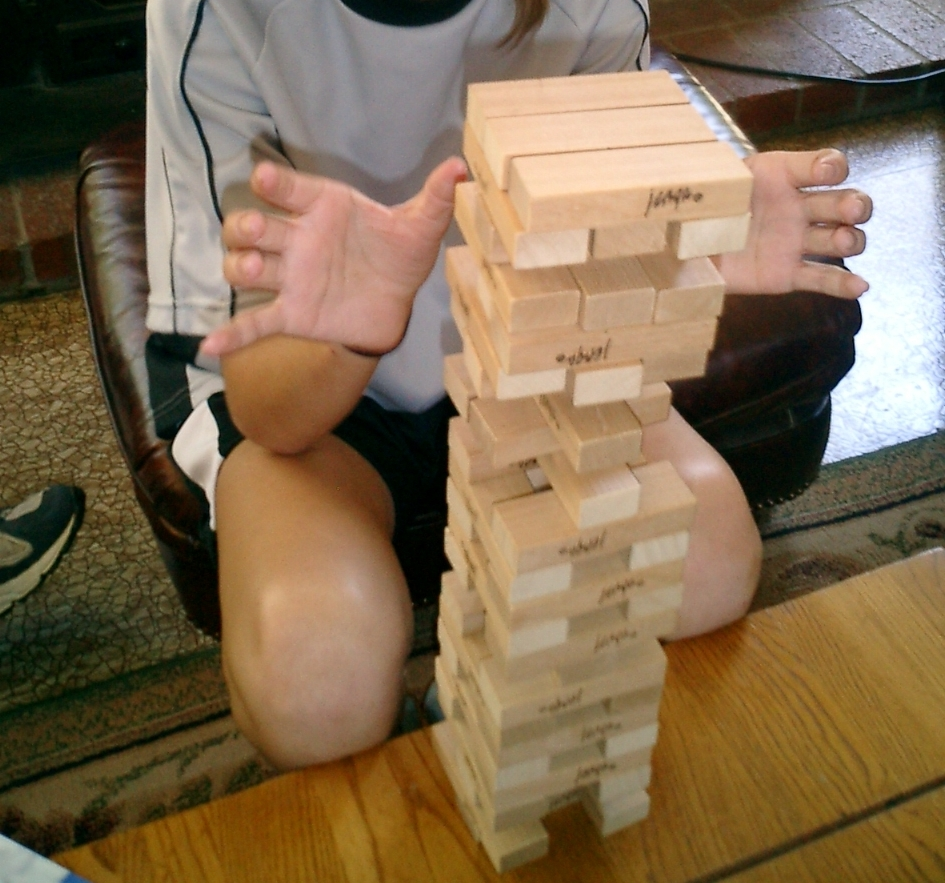
Uma torre de Jenga

Jenga é um jogo de habilidade física, criado por Leslie Scott, promovido pela Pokonobe Associates e comercializado pela Milton Bradley Company, uma divisão da Hasbro, nos Estados Unidos, e no Brasil. Os jogadores se revezam para remover blocos de uma torre, equilibrando-os em cima, criando uma estrutura cada vez maior e mais instável à medida que o jogo progride. A palavra "jenga" é a forma imperativa de "kujenga", o verbo suaíli para "construir".

## Regras
Jenga é jogado com 54 blocos de madeira. O comprimento de cada bloco é três vezes maior que a largura, e cada bloco é levemente menor em altura que em largura. Os blocos são empilhados em uma torre, cujos andares são compostos de três blocos adjacentes pelos seus lados mais longos; cada um dos dezoito andares é perpendicular ao anterior. Como empilhar os blocos pode ser entediante, uma bandeja para auxiliar na tarefa comumente está incluída no produto.

Uma torre de Jenga, caindo

Uma vez que a torre tenha sido construída, o construtor deve iniciar o jogo. Uma jogada consiste em retirar um e apenas um bloco de qualquer andar que não esteja logo abaixo do andar incompleto mais alto. O bloco retirado deve ser posto no topo da torre, de modo que os blocos formem novos andares.
Ambas as mãos podem ser usadas para retirar o bloco, mas apenas uma mão poderá estar em contato com a torre a cada momento. Blocos podem ser tocados, para se encontrar um bloco solto que poderá ser retirado sem derrubar a torre. Qualquer bloco que, ao ser movido, ameace derrubar a torre, deve ser deixado no lugar para onde foi retirado, caso o jogador desista de usá-lo; o bloco só pode ser devolvido com a mesma mão que o ia retirar.
O turno termina quando o próximo jogador toca a torre, embora ele possa esperar dez segundos entre o turno anterior e o próximo, caso acreditem que a torre esteja prestes a cair. O próximo jogador é o jogador da esquerda.
O jogo termina quando uma peça cai da torre, com exceção da peça que se está sendo removida. O perdedor é a pessoa que derrubou a torre (ou seja, cujo turno foi aquele em que a torre caiu); caso haja vários jogadores, o vencedor é aquele que fizer a última retirada que não derrubar a torre em uma partida.
Naturalmente, é possível jogar Jenga sozinho, especialmente para fins de treinamento.

## Origens
Jenga foi criado por Leslie Scott  baseado em um jogo desenvolvido por sua família, no início dos anos 1970, utilizando blocos de madeira para crianças comprados pela família de um serralheiro em Takoradi, Gana. Scott fabricou e lançou o jogo na London Toy Fair em 1983, vendendo-o através de sua própria empresa, Leslie Scott Associates, até a Irwin Toy, no Canadá, e a Milton Bradley (Hasbro), nos Estados Unidos, adquirirem as licenças para produzir Jenga, em 1986.

## Variações oficiais da Hasbro
Há diversas variações do jogo, com regras e peças diferentes.

### Throw 'n Go Jenga
Throw 'n Go Jenga é uma variante comercializada pela Hasbro. É constituída por blocos pintados de vermelho, azul ou amarelo, mais um dado de seis lados. Antes de cada jogada, o jogador lança o dado e depois segue as instruções do dado:
- Amarelo / Fim: Remover um bloco amarelo ou um  bloco de qualquer cor em alguma extremidade.
- Vermelho / Centro: Remover um bloco vermelho ou um  bloco central de qualquer cor.
- Azul / Fim: Remover um bloco azul ou um  bloco final de qualquer cor.
- Quaisquer dois: Remover dois blocos de qualquer cor em qualquer posição.
- Selvagem: Remover qualquer bloco de qualquer cor em qualquer posição.
- Reverso: Não remover bloco algum, mas passar o dado para o próximo jogador no sentido oposto.

Afora o fato de que o dado determina o movimento correcto, o jogo se joga como o Jenga regular.

### Jenga Truth or Dare

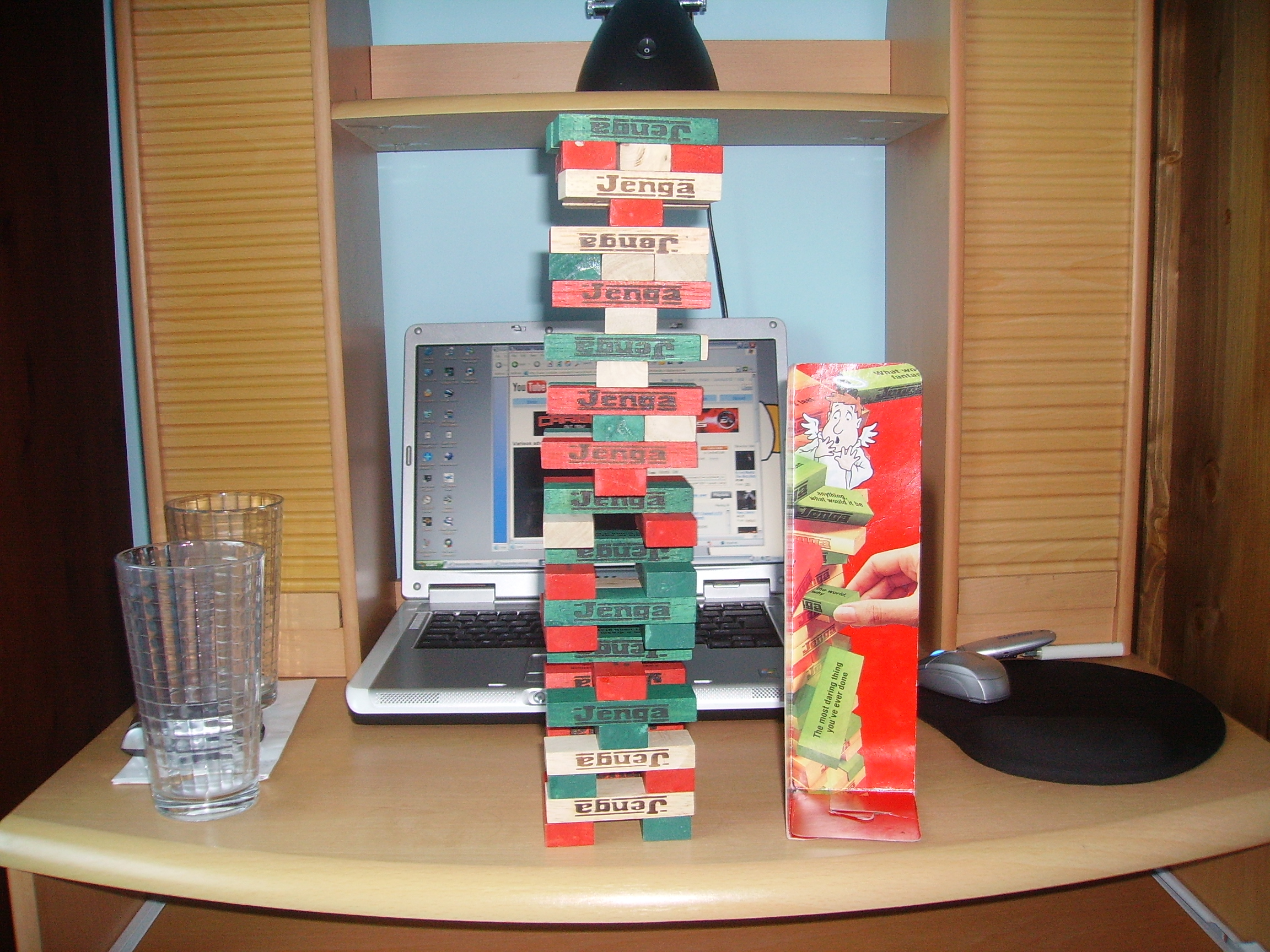
Uma torre de Jenga Truth or Dare

Jenga Truth or Dare é uma variação adulta do Jenga, também comercializada pela Hasbro. Esta versão parece o Jenga regular exceto 
existem blocos de três cores: vermelho, verde e "natural" (cor de madeira), em vez de apenas a cor natural de Jenga. O jogo é o mesmo, mas se você mover um bloco vermelho no seu jogo, você deve completar o desafio impresso sobre ele antes de empilhar o bloco em cima. Se você mover um bloco verde, você tem que responder, com sinceridade, à pergunta impressa no bloco antes de empilhá-lo. Os blocos de cor natural não tem nada impresso sobre eles e são jogados como em Jenga. No entanto, é permitido escrever suas próprias verdades ou desafios nos blocos naturais, se desejar.

### Jenga Xtreme

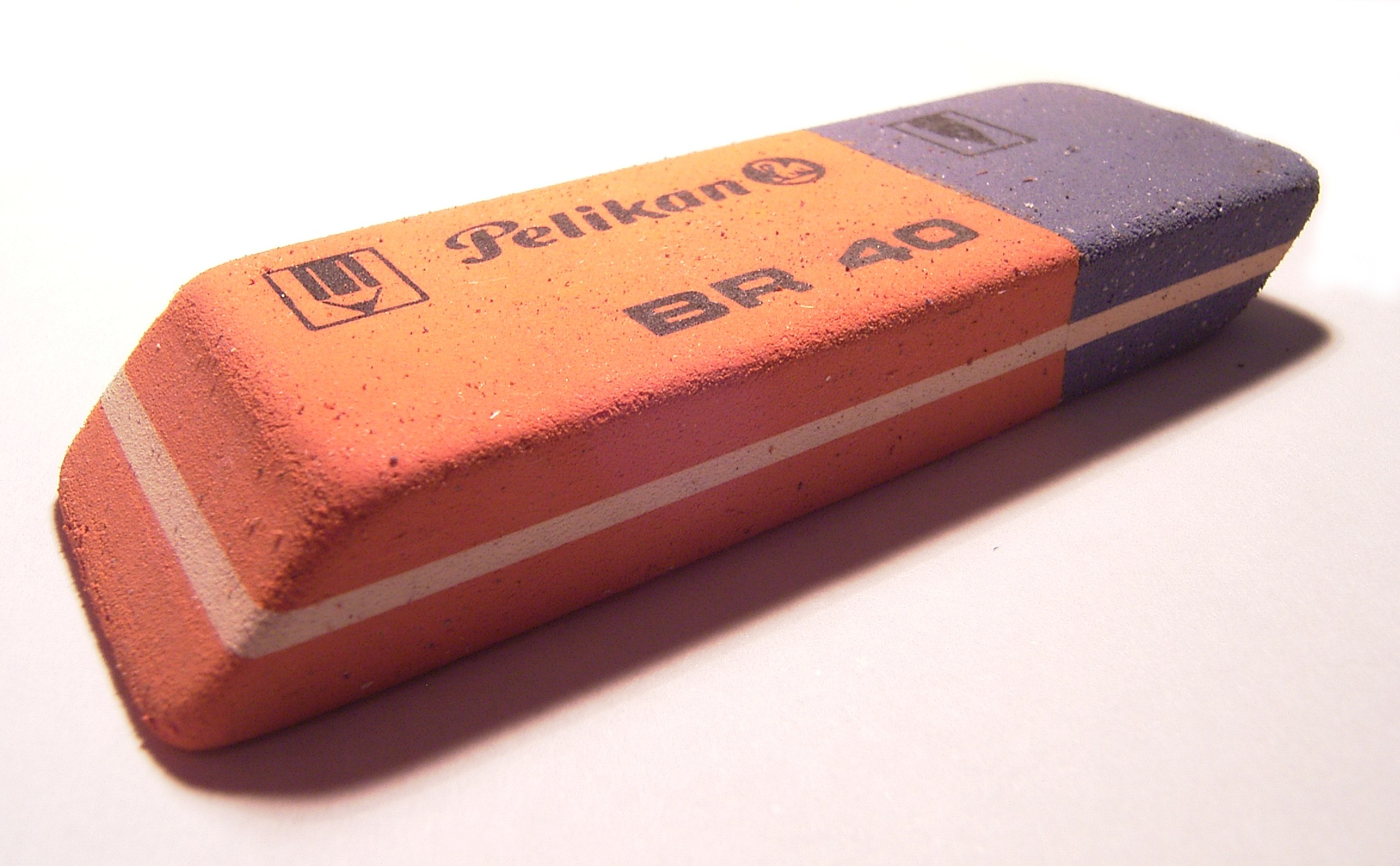
Na variação Jenga Xtreme, os blocos têm a forma semelhante à desta borracha

Jenga Xtreme utiliza blocos com um corte chanfrado (em forma de ) em vez de blocos de corte reto.

### Casino Jenga: Las Vegas Edition
Casino Jenga: Las Vegas Edition emprega uma roleta, um tabuleiro de feltro, fichas de aposta e algumas regras adicionais.

### Uno Stacko
Uno Stacko é uma combinação de  Jenga com Uno. Os blocos são vermelhos, azuis, verdes ou amarelos, e numerados de um a quatro. Nas versões iniciais, cada jogador rola um dado, com quatro faces coloridas e numeradas de um a quatro; em seguida, puxa um bloco com a mesma cor ou número. Versões posteriores tiraram o dado, e cada jogador tem de puxar um bloco da mesma cor ou número do bloco puxado pelo jogador anterior.

### Edições de colecionador
Houve várias edições para colecionadores de Jenga. Por exemplo, houve edições com as cores e os logotipos dos times de beisebol Boston Red Sox e New York Yankees, do time de futebol americano Oakland Raiders e da empresa John Deere, entre outras.

## Análise Matemática
Uri Zwick analisou o jogo usando técnicas de teoria de jogos combinatória, sob o pressuposto de que os jogadores teriam mãos perfeitamente estáveis, e assim o jogo só terminaria quando um jogador fosse forçado a derrubar a torre por falta de qualquer movimento que não a derrubasse. Em um jogo de dois jogadores começando com uma torre de {\displaystyle n\geq 4} camadas, o primeiro jogador pode ganhar se e somente se {\displaystyle n} não é divisível por 3.

## Video game
Um jogo eletrônico chamado Jenga World Tour foi anunciado pela Atari em julho de 2007 para o consoles da Nintendo Wii e DS; foi lançado em 7 de dezembro de 2007. Essa versão do jogo recebeu críticas extremamente negativas, como a do Game Daily. Outra versão eletrônica do jogo, também para Wii, é oferecida directamente pela Hasbro, como parte do pacote Family Game Night 2. As duas versões são de empresas distintas e jogadas de maneiras diferentes.